# Wallingford (Connecticut)
Pour les articles homonymes, voir Wallingford.
Wallingford est une ville située dans le comté de New Haven dans l'État du Connecticut aux États-Unis.

## Histoire
Wallingford est fondée le 10 octobre 1667 lorsque l'Assemblée générale du Connecticut autorise la création d'un village à 38 agriculteurs et anciens esclaves. Le 12 mai 1670, Wallingford est incorporée et 126 colons s'installent dans la cité. En 1675, 40 maisons s'élèvent le long de la route principale. En 1775 puis en 1789, George Washington traverse Wallingford.
Appelée Coginchaug par les amérindiens puis New Haren Village, la ville prend le nom de Wallingford dans le Berkshire anglais.
Durant le XIXe siècle, l'industrie se développe dans le domaine des objets décoratifs en étain et en différents alliages. De nombreuses petites entreprises fusionnèrent pour former l'International Silver Company dont le quartier général se situe à Meriden. En octobre, 1871, la gare de Wallingford est achevée.

## Géographie
Selon l'United States Census Bureau, la municipalité à une superficie de 39,87 milles carrés (103,26 km2) dont 39,04 milles carrés (101,11 km2) de terres fermes et 0,83 milles carrés (2,15 km2) d'étendues d'eau.
La ville est située à proximité du fleuve Quinnipiac dans le comté de New Haven. Elle est située à 8 km au sud de Meriden et à 19 km au nord de New Haven. Située dans le corridor Hartford-New Haven-Springfield, Wallingford est traversée par les routes U.S. Route 5, Interstate 91, Route 15 (Wilbur Cross Parkway), Route 68, Route 71 et Route 150.

### Hameaux principaux
- East Wallingford
- Quinnipiac (en partie sur North Haven)
- Tracy
- Wallingford Center
- Yalesville

## Culture populaire
Certaines scènes du film Écarts de conduite de Penny Marshall avec Drew Barrymore sont censées avoir été tournées dans la cité mais les scènes ont en réalité été tournées ailleurs. Le film The Other Side of the Tracks d'A.D. Calvo a été tourné en partie dans divers lieux de la cité.
Dans la série télévisée Gilmore Girls, la ville fictive de Stars Hollow possède le même code postal (06492) que Wallingford.

## Démographie
Lors du recensement de 2010, Wallingford compte 45 135 habitants, dont 18 209 dans le bourg de Wallingford Center.
Selon le recensement de 2000, sur les 43 026 habitants, on retrouvait 16 697 ménages et 11 587 familles dans la ville. La densité de population était de 426 habitants par km2 et la densité d’habitations (17 306 au total) était de 171 habitations par km2. La population était composée de 94,77 % de blancs, 1,02 %  d’afro-américains et 0,17 % d’amérindiens.
32,3 % des ménages avaient des enfants de moins de 18 ans, 57,3 % étaient des couples mariés. 24 % de la population avait moins de 18 ans, 6 % entre 18 et 24 ans, 30,7 % entre 25 et 44 ans, 24 % entre 45 et 64 ans et 15,2 % au-dessus de 65 ans. L’âge moyen était de 39 ans. La proportion de femmes était de 100 pour 93 hommes.
Le revenu moyen d’un ménage était de 57 308 $.
| 1820  | 1850  | 1860  | 1870  | 1880  | 1890  |
| ----- | ----- | ----- | ----- | ----- | ----- |
| 2 237 | 2 595 | 3 206 | 3 676 | 4 686 | 6 584 |

| 1900  | 1910   | 1920   | 1930   | 1940   | 1950   |
| ----- | ------ | ------ | ------ | ------ | ------ |
| 9 001 | 11 155 | 12 010 | 14 278 | 14 788 | 16 976 |

| 1960   | 1970   | 1980   | 1990   | 2000   | 2010   |
| ------ | ------ | ------ | ------ | ------ | ------ |
| 29 920 | 35 714 | 37 274 | 40 822 | 43 026 | 45 135 |

## Sites d'intérêt
- Center Street Cemetery
- Choate Rosemary Hall
- John Barker House
- Intentional Theatre
- Nehemiah Royce House
- Oakdale Theatre - Chevrolet Theatre
- Octagon House
- Old Gungywamp
- Paul Mellon Arts Center
- Reverend Samuel Street Home
- Samuel Parsons House
- Yalesville Underpass

### Registre national des lieux historiques
Dix bâtiments et lieux de Wallingford sont repris dans le Registre national des lieux historiques:
- John Barker House, (3-08-1974) ;
- Joseph Blakeslee House, (13-04-1998) ;
- Center Street Cemetery, (1-08-1997) ;
- Franklin Johnson House, (23-11-1998) ;
- Theophilus Jones House, (30-01-1992) ;
- Nehemiah Royce House, (24-08-1998) ;
- Samuel Parsons House, (12-04-1982) ;
- Samuel Simpson House, (18-06-1986) ;
- Wallingford Center Historic District, (2-12-1993) ;
- Wallingford Railroad Station, (19-11-1993).

## Personnes célèbres
Wallingford est le lieu de naissance de :
- Lyman Hall (1724-1790), l''un des Pères fondateurs des États-Unis, sénateur puis gouverneur  de l'État de Géorgie et signataire de la Déclaration d'Indépendance ;
- Stephen R. Bradley (1754-1830), sénateur du Vermont au Congrès américain de 1791 à 1795 et de 1801 à 1813 et  President pro tempore du Sénat des États-Unis de 1802 à 1803 puis de 1808 à 1809 ;
- Aaron Jerome (1764-1802), l'arrière-arrière-grand-père de Sir Winston Churchill ;
- Moses Yale Beach (1800–1868), l'inventeur et éditorialiste ;
- Morton Downey, chanteur ;
- Morton Downey Jr. (1932-2001), présentateur ;
- Raoul Lufbery, pilote célèbre durant la Première Guerre mondiale.